# Shawn Springs
Shawn Springs (født 11. marts 1975 i Williamsburg, Virginia, USA) er en tidligere amerikansk footballspiller, der spillede i NFL som cornerback for New England Patriots, Seattle Seahawks og Washington Redskins.
Springs er to gange blevet udtaget til Pro Bowl, NFL's All Star-kamp.

## Klubber
- Seattle Seahawks (1997–2003)
- Washington Redskins (2004–2008)
- New England Patriots (2009)